# Josef Pröll
Josef Pröll, né le 14 septembre 1968 à Stockerau, est un homme politique autrichien membre du Parti populaire autrichien (ÖVP), dont il a été le président.
Après avoir achevé ses études supérieures à Vienne, il occupe plusieurs fonctions de direction dans le secteur privé ou dans l'administration publique, puis entre au gouvernement fédéral en 2003, comme ministre fédéral de l'Agriculture et de l'Environnement dans la seconde coalition noire-bleue de Wolfgang Schüssel. Reconduit en 2007 dans la grande coalition d'Alfred Gusenbauer, il est élu en 2008 président de l'ÖVP, puis devient vice-chancelier et ministre fédéral des Finances dans la grande coalition de Werner Faymann peu après. Il démissionne de l'ensemble de ses fonctions en 2011.

## Éléments personnels

### Études et carrière
Il passe son Matura en 1986 à Hollabrunn, et accomplit pendant un an son service militaire. En 1987, il intègre l'université de la culture des sols de Vienne, où il étudie l'économie agricole. Il décroche son diplôme d'ingénieur agronome six ans plus tard.
Recruté comme secrétaire de la chambre d'agriculture régionale de Basse-Autriche en juin 1993, il devient en avril 1998 secrétaire pour la politique économique de la fédération des agriculteurs autrichiens et assistant parlementaire de la députée européenne Agnes Schierhuber. Il cumule ces deux emplois avec celui de directeur de la fédération des agriculteurs de Vienne à partir de janvier 1999.
Le 15 août 2000, il renonce à l'ensemble de ses fonctions et devient chef de cabinet de Wilhelm Molterer, alors ministre fédéral de l'Agriculture et de l'Environnement. À la suite de sa nomination au poste de directeur de la fédération des agriculteurs autrichiens en décembre 2001, il abandonne son précédent poste.
Il quitte le secteur privé en 2003, lors de son entrée dans la vie politique.

### Famille
Installé à Vienne, il est marié depuis plus de vingt ans avec une ingénieur et père de trois enfants, deux filles et un garçon. Il est par ailleurs le neveu d'Erwin Pröll, Landeshauptmann de Basse-Autriche depuis 1992.

## Parcours politique

### Au sein de l'ÖVP
En 2007, il dirige le groupe sur l'avenir du Parti populaire autrichien (ÖVP), qui devait redéfinir le programme du parti après les mauvais résultats enregistrés lors des élections législatives de 2006. Ses conclusions proposent que l'ÖVP adopte une ligne plus sociale-libérale, ce qui engendre des conflits entre les courants conservateur et libéral de la formation.
À la suite des législatives anticipées de 2008, il est élu président (Bundesparteiobmänner) de l'ÖVP lors du congrès du 28 novembre par 89,6 % des voix des délégués. Il renonce à diriger le parti le 13 avril 2011.

### Ministre fédéral de l'Agriculture
Élu député au Conseil national lors des législatives anticipées de 2002, il est nommé ministre fédéral de l'Agriculture, des Forêts, de l'Environnement et des Eaux le 28 février 2003 dans la seconde coalition noire-bleue dirigée par Wolfgang Schüssel. Âgé de seulement 34 ans, il est le benjamin de l'équipe gouvernementale. Il est maintenu dans ses fonctions lorsque la grande coalition du social-démocrate Alfred Gusenbauer prend le relais à partir du 11 janvier 2007.

### Ministre fédéral des Finances et président de l'ÖVP
L'alliance est finalement rompue à l'été 2008 et de nouvelles élections législatives sont organisées le 28 septembre. Le jour du scrutin, le Parti social-démocrate d'Autriche (SPÖ) et l'ÖVP subissent de lourdes pertes tandis que l'extrême droite connaît une très forte progression. Les deux grands partis négocient alors la formation d'une nouvelle grande coalition, disposant de 108 sièges sur 183. Leurs discussions aboutissent le 28 novembre 2008 et Josef Pröll est nommé vice-chancelier et ministre fédéral des Finances le 2 décembre suivant. Il démissionne de toutes ses fonctions le 13 avril 2011, invoquant des raisons de santé.